# 馬氏裸胸鱔
馬氏裸胸鱔，又稱馬氏裸胸鯙，為輻鰭魚綱鰻鱺目鯙亞目鯙科的其中一種，分布於東大西洋區，從塞內加爾至安哥拉海域，棲息深度15-25公尺，體長可達40公分，為底棲性魚類，生活在沙石底質海域，屬肉食性，生活習性不明，可作為食用魚。

## 擴展閱讀
維基物種上的相關：馬氏裸胸鱔